# 5668 Foucault
5668 Foucault è un asteroide della fascia principale. Scoperto nel 1984, presenta un'orbita caratterizzata da un semiasse maggiore pari a 2,2741560 UA e da un'eccentricità di 0,1067233, inclinata di 6,09940° rispetto all'eclittica.